# Danuta Wawiłow
Danuta Wawiłow (ur. 14 kwietnia 1942 w Koźmodiemiansku, zm. 29 maja 1999 w Warszawie) – polska autorka literatury dziecięcej, poetka, prozaiczka, tłumaczka, autorka słuchowisk radiowych.

## Życiorys

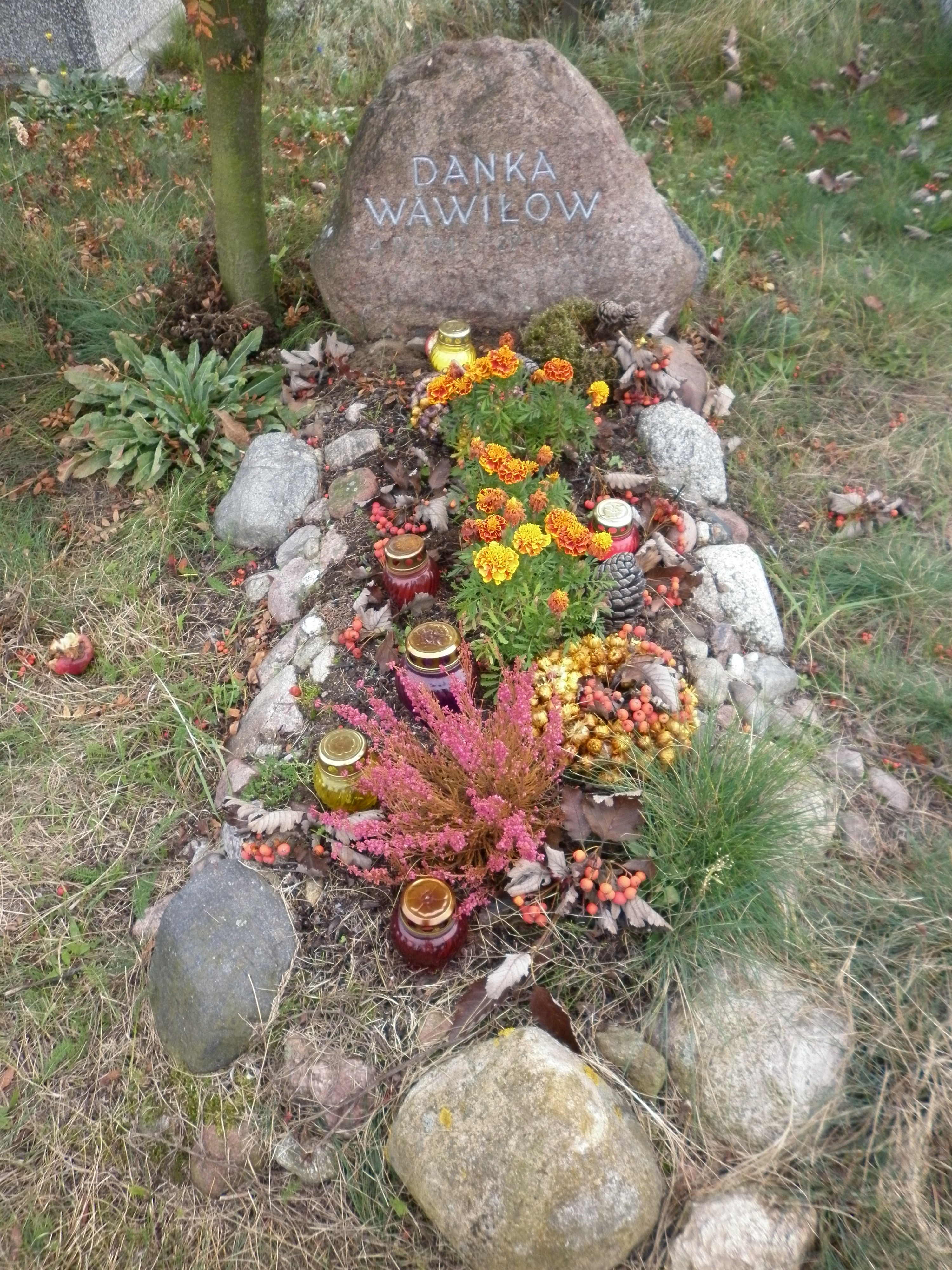
Grób D. Wawiłow na warszawskim Cmentarzu Północnym

Debiutowała w 1961 w dwutygodniku „Współczesność”. Pierwszy tomik wierszy dla dzieci Rupaki wydała w 1977. Wiersze dla najmłodszych zaczęła pisać po urodzeniu córki Natalii. Córka (Natalia Usenko – poetka, tłumaczka) i syn Kostek (muzyk i pisarz, znany m.in. z zespołu Super Girl & Romantic Boys) byli adresatami jej wierszy i pierwszymi czytelnikami. Książki dla dzieci wydawała również wspólnie z mężem, Olegiem Usenką. Są to baśnie poetyckie: Bajka o królewiczu, Baśń o kalejdoskopach i babie, O stu królach Lulach. Z córką Natalią opublikowała humorystyczną opowieść w konwencji fantastyki Wierzbowa 13. Danuta Wawiłow, laureatka prestiżowych nagród literackich, jest również autorką krótkich utworów prozatorskich dla dzieci. Jej książki weszły do kanonu literatury dziecięcej, znalazły się w programie nauczania w klasach 1–3 szkoły podstawowej oraz w lekturach szkolnych. Wiersze i opowiadania są wznawiane przez różne wydawnictwa w różnych kompilacjach.
W latach 1992–1996 prowadziła Klub Ludzi Artystycznie Niewyżytych (KLAN).
Przez ostatnie lata życia zmagała się z guzem mózgu. Sprawę swojej choroby poruszyła w jednym ze swych ostatnich felietonów na łamach „Filipinki”.
Została pochowana na Cmentarzu Komunalnym Północnym w Warszawie (kwatera S-VII-9, rząd 8, grób 10).

## Twórczość

### Poezja
- 1977 – Rupaki – wiersze, wyd. Nasza Księgarnia[1]
- 1978 – Strasznie ważna rzecz – wiersze, wyd. KAW
- 1980 – Daktyle – wiersz, ilustr. Edward Lutczyn, wyd. Nasza Księgarnia
- 1982 – Bajka o stu królach Lulach – wiersz, wyd. Nasza Księgarnia
- 1985 – Wędrówka – wiersze, ilustr. Janusz Stanny, wyd. Nasza Księgarnia
- 1987 – Wiersze dla niegrzecznych dzieci – wiersze, wyd. Czytelnik
- 1991 – Dzieci w lesie – wiersze, wyd. LSW
- 1993 – Wierszykarnia – wiersze, wyd. Nasza Księgarnia
- 1996 – Trójkątna Karolina – wiersz, wyd. Nasza Księgarnia
- 1996 – Posłuchajcie bajki nowej, prostokątnej i kwadratowej – wiersz, wyd. Nasza Księgarnia
- 1996 – Kałużyści – wiersze, wyd. Plac Słoneczny 4
- 1999 – Najpiękniejsze wiersze, wyd. Siedmioróg
- 2004 – Nie wiem kto – wiersz, wyd. Gdańskie Wydawnictwo Psychologiczne
- 2001 – Wiersze dla mojej córeczki; Wiersze dla mojego synka, wyd. KAW
- 2009 – Senna piosenka – wiersze, wyd. SBM
- 2018 – Zapach czekolady – wiersze, wyd. Greg

### Proza
- 1977 – Czupiradło – opowiadanie dla dzieci, wyd. Nasza Księgarnia
- 1979 – Nic się nie stało – opowiadanie dla dzieci, wyd. Nasza Księgarnia
- 1979 – Chcę mieć przyjaciela – opowiadanie dla dzieci, wyd. Nasza Księgarnia
- 1980 – Ten dziwny Eryk – opowiadanie dla dzieci, wyd. Nasza Księgarnia
- 1984 – Gorąca skorupa – opowiadanie dla dzieci, wyd. Nasza Księgarnia
- 1996 – Wierzbowa 13 – opowieść dla dzieci, współautor Natalia Usenko, ilustr. Paweł Pawlak, wyd. Plac Słoneczny 4

### Wiersze Danuty Wawiłow wykorzystane jako teksty piosenek
- 1989 – Dziecięca Grupa Wokalna „Arfik” – "Szybko!", "Moja siostra królewna", "Morze", "Mama ma zmartwienie", "Urodzinki", "Kuba-buba", "A jak będę dorosły", "Dziwny pies", "Kopareczka", "Listy", "Kałużyści", "Trudna zagadka", "Niewidzialna plastelina", "Jak ja się nazywam" – muzyka: Ryszard Leoszewski[2]

- 1989 – Lady Pank: Wilki dla programu telewizyjnego Animals
- 1997 – zespół Dnieje, muzyka: Piotr Bachorski – tekst utworu "Kałużyści"
- 1997 – zespół Dnieje, muzyka: Piotr Bachorski – tekst utworu "Niewidzialna plastelina"
- 1998 – Grzegorz Turnau: Księżyc w misce – tekst utworu „Raz i dwa”
- 2000 – Cela nr 3: Jedynka – tekst utworu „Zabierz mnie stąd”
- 2010 – Przemysław Momot: Nie Wiem Kto – tekst utworu „Szybko”
- 2010 – Przemysław Momot: Nie Wiem Kto – tekst utworu „Nie Wiem Kto”
- 2010 – Przemysław Momot: Nie Wiem Kto – tekst utworu „Zapach czekolady”
- 2010 – Przemysław Momot: Nie Wiem Kto – tekst utworu „Jak ja się nazywam”
- 2010 – Przemysław Momot: Nie Wiem Kto – tekst utworu „Kałużyści”
- 2010 – Przemysław Momot: Nie Wiem Kto – tekst utworu „Jak tu ciemno”
- 2010 – Radosław Łukasiewicz, Barbara Wrońska: Nie Wiem Kto – tekst utworu „Pożałuj mnie”
- 2011 – Anna Broda: A ja nie chcę spać – tekst utworu „Jak wygląda wiatr”
- 2011 – Anna Broda: A ja nie chcę spać – tekst utworu „Siedzieli na ganku”
- 2011 – Anna Broda: A ja nie chcę spać – tekst utworu „Jak wygląda wiatr”
- 2011 – Anna Broda: A ja nie chcę spać – tekst utworu „Czarny lew”
- 2011 – Anna Broda: A ja nie chcę spać – tekst utworu „Jak wygląda wiatr”
- 2011 – Anna Broda: A ja nie chcę spać – tekst utworu „Szybko zbudź się”
- 2011 – Anna Broda: A ja nie chcę spać – tekst utworu „Jak wygląda wiatr”
- 2011 – Anna Broda: A ja nie chcę spać – tekst utworu „Powiedz, jak się nazywasz”
- 2011 – Anna Broda: A ja nie chcę spać – tekst utworu „Będę babuleńką”
- 2011 – Anna Broda: A ja nie chcę spać – tekst utworu „Krzywe drzewo”
- 2011 – Anna Broda: A ja nie chcę spać – tekst utworu „Kto zabił kota Mruczka”
- 2011 – Anna Broda: A ja nie chcę spać – tekst utworu „Czarne kury”
- 2011 – Anna Broda: A ja nie chcę spać – tekst utworu „Parasol”